# Joseph Alexandre Camille Madore
Pour les articles homonymes, voir Madore.
Joseph Alexandre Camille Madore (3 août 1858-3 novembre 1906) fut un avocat et homme politique fédéral du Québec.

## Biographie
Né à Blue Bonnet's (Montréal) (Québec), il fait ses études au Collège de Montréal, au collège Sainte-Marie et à l'Université McGill où il gradua en 1880. Il sera nommé au Barreau du Québec l'année suivante. Défait lors des élections de 1891 dans la circonscription de Jacques-Cartier, il sera élu député du Parti libéral du Canada dans d'Hochelaga en 1896. Réélu en 1900, il démissionna en 1903 après avoir été nommée juge à la Cour supérieure du Québec.